# Satyria
Satyria es un género  de plantas fanerógamas perteneciente a la familia Ericaceae.  Comprende 33 especies descritas y de estas, solo 12 aceptadas. Se distribuye desde México hasta Bolivia.

## Descripción
Son arbustos epífitos o terrestres. Hojas alternas, coriáceas, enteras, generalmente plinervias pero raramente pinnatinervias. Inflorescencias terminales o axilares, frecuentemente caulifloras, racemosas o subfasciculadas con pocas o numerosas flores a veces péndulas, pedicelos menudamente bibracteolados, abrazados por brácteas pequeñas; hipanto articulado con el pedicelo, subgloboso a cortamente campanulado; limbo del cáliz expandido o patente, lobos (3–4) 5, ovados a triangulares o meramente apiculados; corola cilíndrica a angostamente vasiforme, lobos 5, triangulares a angostamente oblongos, agudos; estambres 10, alternadamente desiguales, en general cerca de 1/3 del largo de la corola, filamentos iguales y firmemente connados formando un tubo monadelfo por más de 1/2 de su longitud, membranáceo a delgadamente coriáceo, sacos de las anteras subcoriáceos, firmes, alternadamente desiguales en longitud y dimorfos con tecas ligeramente granulosas, los extensos túbulos no rigurosamente diferenciados de los sacos de las anteras, abriéndose por hendeduras oblicuas; estigma generalmente truncado, estilo filiforme tan largo como la corola o ligeramente exerto. Fruto una baya suculenta; semillas numerosas.

## Taxonomía
El género fue descrito por Johann Friedrich Klotzsch  y publicado en Linnaea 24: 14, 21–22. 1851. La especie tipo es: Satyria warszewiczii Klotzsch

## Especies aceptadas
A continuación se brinda un listado de las especies del género Satyria aceptadas hasta marzo de 2014, ordenadas alfabéticamente. Para cada una se indica el nombre binomial seguido del autor, abreviado según las convenciones y usos.
- Satyria allenii A.C. Sm.
- Satyria carnosiflora Lanj.
- Satyria cerander (Dunal) A.C. Sm.
- Satyria grandifolia Hoerold
- Satyria leucostoma Sleumer
- Satyria meiantha Donn. Sm.
- Satyria nitida A.C.Sm.
- Satyria panurensis (Benth. ex Meisn.) Benth. & Hook.f. ex Nied.
- Satyria polyantha A.C. Sm.
- Satyria vargasii A.C. Sm.
- Satyria ventricosa Luteyn
- Satyria warszewiczii Klotzsch